# Ivan Polanský
Ivan Polanský (22. března 1936 Žilina – 27. prosince 2015 Dubnica nad Váhom) byl slovenský disident a křesťanský aktivista, po sametové revoluci politik, československý poslanec Sněmovny národů Federálního shromáždění za Kresťanskodemokratické hnutie, později za Slovenské kresťansko-demokratické hnutie.

## Biografie
Dětství prožil v rodné Žilině. Byl aktivní ve skautingu (a to i po roce 1948, kdy bylo skautské hnutí oficiálně potlačováno). Od roku 1951 studoval na Střední průmyslové škole chemické a potravinářské v Banské Štiavnici. Maturoval s vyznamenáním.
Působil jako technický úředník a tiskař v Dubnici nad Váhom. Byl otcem čtyř dětí. Koncem 80. let byl odsouzen za podvracení republiky na čtyři roky vězení za rozšiřování vlastními silami produkovaného křesťanského samizdatu (série Historický zborník, Serafínsky svet, Pokoj a dobro, Výber) v letech 1984-1987. Pořizoval také zvukové záznamy pořadů rozhlasových stanic Svobodná Evropa, Hlas Ameriky a Radio Vatikán.
V jednom ze svých textů se zmínil příznivě o Andreji Hlinkovi a Státní bezpečnost ho obvinila z podpory a propagace fašismu. Proti verdiktu se Polanský odvolal, ale soudy vyšší instance rozsudek potvrdily. Petici za jeho propuštění podepsalo 3968 lidí.
Na jeho podporu 12. října 1988 vydalo 92 českých i slovenských vydavatelů samizdatu s uvedením celých jmen svých i samizdatu, který vydávali, pozoruhodné prohlášení, že pokud má být Polanský pronásledován za své skutky, ať jsou stíhaní i oni: „Vyzýváme vás, abyste buď Ivana Polanského propustili na svobodu, nebo osvědčili důslednost své zvrácené spravedlnosti tím, že uvězníte nás všechny.“ (Na paměť tohoto skutku a připomenutí důležitosti samizdatu vůbec byl 12. říjen v roce 2016 vyhlášen Mezinárodním dnem samizdatu.) Ve vězení Polanský byl držen až do prosince 1988, kdy jej prezident Gustáv Husák amnestoval.
Po sametové revoluci se zapojil do politického života. Ve volbách roku 1990 zasedl za KDH do slovenské části Sněmovny národů (volební obvod Středoslovenský kraj). Na jaře 1992 přešel do poslaneckého klubu Slovenského křesťansko-demokratického hnutí, které akcentovalo národovecké programové rysy. Ve Federálním shromáždění setrval do voleb roku 1992.
Zemřel v prosinci 2015.